# Collegio uninominale Piemonte 1 - 06
Il collegio elettorale uninominale Piemonte 1 - 06 è stato un collegio elettorale uninominale della Repubblica Italiana per l'elezione della Camera dei deputati tra il 2017 ed il 2022.

## Territorio
Come previsto dalla legge elettorale italiana del 2017, il collegio era stato definito tramite decreto legislativo all'interno della circoscrizione Piemonte 1.
Era formato dal territorio di 11 comuni: Alpignano, Beinasco, Bruino, Collegno, Druento, Grugliasco, Orbassano, Pianezza, Rivalta di Torino, Rivoli e Venaria Reale.
Il collegio era quindi interamente compreso nella città metropolitana di Torino.
Il collegio era parte del Collegio plurinominale Piemonte 1 - 01.

## Eletti
| Elezione | Elezione | Deputato          | Gruppo Parlamentare |
| -------- | -------- | ----------------- | ------------------- |
|          | 2018     | Celeste D'Arrando | Movimento 5 Stelle  |

## Dati elettorali

### XVIII legislatura
Come previsto dalla legge elettorale, 232 deputati erano eletti con sistema a maggioranza relativa in altrettanti collegi uninominali a turno unico.
| Candidati              | Candidati                   | Voti    | %     | Liste                    | Voti    | %     |
| ---------------------- | --------------------------- | ------- | ----- | ------------------------ | ------- | ----- |
|                        | Celeste D'Arrando ✔️ Eletto | 58 659  | 34,06 | Movimento 5 Stelle       | 58 659  | 34,06 |
|                        | Sara Zambaia                | 53 912  | 31,30 | Lega                     | 30 047  | 17,45 |
| Forza Italia           | Sara Zambaia                | 53 912  | 31,30 | 17 781                   | 10,32   |       |
| Fratelli d'Italia      | Sara Zambaia                | 53 912  | 31,30 | 5 455                    | 3,17    |       |
| Noi con l'Italia - UDC | Sara Zambaia                | 53 912  | 31,30 | 629                      | 0,37    |       |
|                        | Umberto D'Ottavio           | 46 260  | 26,86 | Partito Democratico      | 39 007  | 22,65 |
| +Europa                | Umberto D'Ottavio           | 46 260  | 26,86 | 5 923                    | 3,44    |       |
| Italia Europa Insieme  | Umberto D'Ottavio           | 46 260  | 26,86 | 711                      | 0,41    |       |
| Civica Popolare        | Umberto D'Ottavio           | 46 260  | 26,86 | 619                      | 0,36    |       |
|                        | Silvana Accossato           | 8 358   | 4,85  | Liberi e Uguali          | 8 358   | 4,85  |
|                        | Valeria Attolico            | 1 717   | 1,00  | Potere al Popolo!        | 1 717   | 1,00  |
|                        | Federico Depetris           | 1 634   | 0,95  | CasaPound                | 1 634   | 0,95  |
|                        | Lucianella Presta           | 1 181   | 0,69  | Il Popolo della Famiglia | 1 181   | 0,69  |
|                        | Vincenzo Napolitano         | 502     | 0,29  | Partito Valore Umano     | 502     | 0,29  |
| Totale                 | Totale                      | 172 223 | 100   |                          | 172 223 | 100   |
|                        |                             |         |       |                          |         |       |
| Voti non validi        | Voti non validi             | 5 086   | 2,87  |                          |         |       |
| Votanti                | Votanti                     | 177 309 | 78,25 |                          |         |       |
| Elettori               | Elettori                    | 226 580 |       |                          |         |       |